# Rutènia subcarpàtica

Blasó de l'Ucraïna carpàtica.

La Rutènia Subcarpàtica o Transcarpàtica, coneguda també com a Rutènia Carpàtica, Ucraïna Transcarpàtica, Zakarpattia, Rusinko,Rus subcarpàtica o Subcarpàcia (rutè i ucraïnès: Карпатська Русь, romanitzat:Karpats'ka rus; rus: Карпатская Русь, romanitzat: Karpatskaya Rus '; eslovac i txec:Podkarpatská Rus; hongarès Kárpátalja; romanès Transcarpatia; polonès Zakarpacie; jiddisch קאַרפַּאטן רוּס) és una petita regió a Europa central que ara forma part en la seva major part de l'óblast de Zakarpàttia a la Ucraïna occidental (en ucraïnès:Zakarpats'ka oblast), així com una petita part de l'extrem oriental d'Eslovàquia (principalment els krai de Prešov i de Košice), Łemkowszczyzna de Polònia i Maramureș a Romania.
Pel que fa a diversitat ètnica, està habitada per ucraïnesos, rutens, lemkos (subgrup dels rutens), hongaresos, eslovacs, romanesos, búlgars i russos. Té petites minories bogomils, hutsul (un altre subgrup rutè), jueves, romanís i szekler o csángó (els dos darrers, subgrups del poble magiar).

## Nomenclatura
La nomenclatura de la regió depèn de la perspectiva geogràfica i el punt de vista dels pobles que la componen. Així, des d'una perspectiva hongaresa, eslovaca o txeca es descriu la regió com a Subcarpàtia, (sota els Carpats) mentre que des d'una perspectiva d'Ucraïna i Rússia se la coneix com a Transcarpàtia (a l'altre costat dels Carpats). L'ús de Rutènia Subcarpàtica és un intent de proporcionar un terme neutral.
Durant el període en el qual la regió fou administrada pel Regne d'Hongria, amb una durada aproximada de mil anys, se la va denominar oficialment pels hongaresos com a Subcarpàtia (hongarès Kárpátalja) o Alta Hongria Nord-Oriental.
Després del Tractat de Trianon de 1920 i la desintegració d'Àustria-Hongria, la regió va passar a formar part de Txecoslovàquia sota el govern de Grigorij Žatkovič. Fins al 1938-9 se la va anomenar Rusinsko o Karpatske Rusinsko, i després Rus Subcarpática (txec i eslovac: Podkarpatská Rus) o Ucraïna Subcarpàtia (txec i eslovac: Podkarpatská Ukrajina), i des de 1927 com a Regió Subcarpática (txec: zeme podkarpatoruská, eslovac: Krajina podkarpatoruská).
Els noms no oficials alternatius utilitzats a Txecoslovàquia abans de la Segona Guerra Mundial inclouen Subcaràatia (txec i eslovac: Podkarpatsko), Transcarpàtia (txec i eslovac: Zakarpatsko), Ucraïna Transcarpàtia (txec i eslovac: Zakarpatska Ukrajina), Rus / Rutènia Carpatiana (txec i eslovac: Karpatská Rus), i poques vegades Rus / Rutènia Hongaresa (txec Uherská Rus; eslovac Uhorská Rus).
La regió va declarar la seva breu independència el 1939 com a Ucraïna Transcarpàtica, abans de ser annexada per Hongria.
Des del 1945 va formar part de la República Socialista Soviètica d'Ucraïna i de l'estat independent d'Ucraïna, en el qual la regió ha estat denominada Zakarpattia (ucraïnès: Закарпаття) o Transcarpàcia, i a vegades Rus Carpática (ucraïnès: Карпатська Русь, transliterat "Karpats'ka Rus'"), Rus Transcarpática (ucraïnès: Закарпатська Русь, romanitzat: "Zakarpats'ka Rus '"), Rus Subcarpática (ucraïnès: Підкарпатська Русь, romanitzat: "Pidkarpats'ka Rus'").

## Geografia

Mapa físic de la Rutènia subcarpàtica.

La Transcarpàtia descansa en els vessants meridionals dels Carpats, limitada a l'est pel riu Tisza, i a l'oest pels rius Hornád i Poprad, i forma part de la plana de Pannònia.

### Ciutats i pobles
- Újhorod
- Mukàtxeve
- Khust
- Bèrehove
- Vinohràdiv
- Txop
- Svaliava
- Ràkhiv
- Tiàtxiv
- Irxava

## Descripció històrica

### Antiguitat i Edat Mitjana
En l'antiguitat, aquesta zona va ser poblada per celtes, dacis, sàrmates i pobles germànics. Diverses tribus eslaves van començar a establir-se en l'àrea de Transcarpàtia al segle vi, arran de la invasió dels huns. Als segles vii i viii, una població més densa coneguda com els croats blancs s'havien assentat en els vessants dels Carpats. Una gran part d'aquest territori i els seus pobladors es va convertir posteriorment en la frontera occidental del principat de la Rus de Kíev al començament del segle ix, mentre que la part occidental d'aquest territori (de l'est d'Eslovàquia del dia d'avui) va passar a la jurisdicció de la Gran Moràvia.
Quan el tsar Simeó I el Gran va començar a expandir el seu imperi, va obtenir el control d'un segment de la "Croàcia Blanca", i obligà al príncep Laborec (un monarca local) a reconèixer la seva autoritat cap al final del segle ix. En 896 els magiars van creuar la serralada dels Carpats i van emigrar a la conca de Pannònia. Diverses cròniques, entre elles les de Nèstor, relaten que les tribus hongareses van haver de lluitar contra els eslaus locals i valacs en el seu camí cap a Pannònia. El príncep Laborec va ser deposat pels esforços dels hongaresos i les forces de Kíev; moltes d'aquestes forces es van quedar enrere i van ser assimilades pels croats blancs.
A mesura que eñs magiars migraven a través de la Transcarpàcia al segle ix, molts dels habitants locals eren assimilats. La noblesa eslava local sovint es casaven amb els nobles hongaresos al sud. El príncep Rostislav, un noble rutè incapaç de continuar el lideratge de la seva família a Kíev, va dirigir una part de Transcarpàcia entre el 1243 i el 1261.
La diversitat ètnica del territori es va incrementar amb l'arribada d'uns 40.000 colons cumans, que van arribar a la conca de Pannònia després de ser derrotats per Vladímir II Monòmac al segle xii i per la seva derrota a mans dels tàrtars el 1238.

### Els Habsburg i el domini otomà

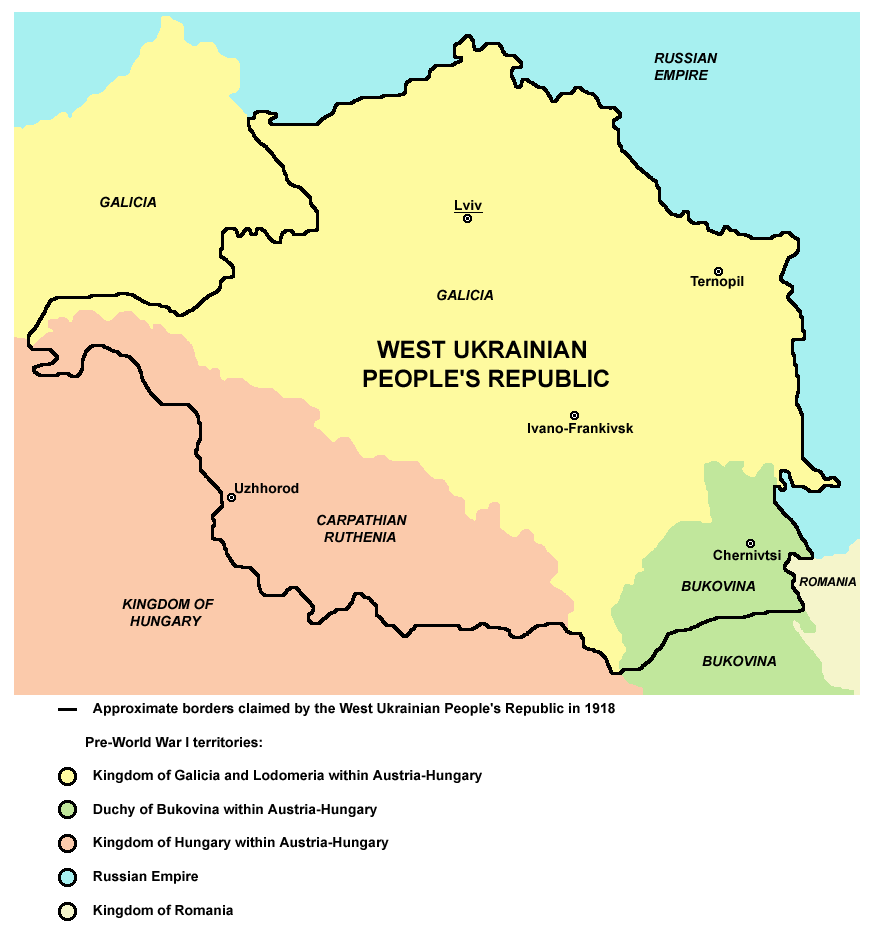
La República Popular d'Ucraïna Occidental (1918), incorporant Transcarpàtia)

Al començament del segle xvi l'Imperi Otomà va envair el regne d'Hongria i n'ocupà una part, mentre una altra banda era heretada en 1526 per Ferran d'Habsburg; des de 1570 la regió va quedar dividida entre el regne Habsburg d'Hongria i el principat de Transsilvània vassall dels otomans. Durant aquest període, un important factor en la identitat cultural dels rutens va resultar ser la religió. La Unió de Brest (1595) i la d'Újhorod [1646) van portar a l'Església Ortodoxa de la Rússia Carpàtica i Transcarpàtica a col·locar-se sota la jurisdicció del Papa, establint les anomenades esglésies "uniates". Al segle xvii (fins a 1648) tota la regió va formar part de Transsilvània, i entre 1682 i 1685, la seva part nord-oest va pertànyer al príncep Imre Thököly, mentre que la sud-est pertanyia a Transsilvània.
Des de 1699, la regió sencera va formar part del regne d'Hongria sota control dels Habsburg. Entre 1850 i 1860 (després de la revolució hongaresa de 1848) aquest regne va ser dividit en cinc districtes militars, i Rutènia va formar part llavors del Districte Militar de Košice.

### Període contemporani
Entre 1918 i 1919, la regió va formar part, breument part de la República Popular d'Ucraïna Occidental.
Després de la Primera Guerra Mundial i el Tractat de Trianon (1920), Transcarpàtia es va convertir en part de Txecoslovàquia. La popularitat d'aquesta mesura entre la població camperola és discutible; l'autonomia era clarament el que més importava als rutens. Després de la seva experiència de magiarització, pocs rutens carpatians estaven desitjosos de romandre sota el domini hongarès i el seu desig era garantir la seva lliure determinació.
El 8 de novembre de 1918, es va celebrar a l'oest de Rutènia el primer Consell Nacional (Consell de Lubovna, que va ser transformat després en el Consell de Prešov). El primer de molts consells es va limitar a indicar el desig dels seus membres de separar-se del recentment creat Estat Hongarès, però no va especificar una alternativa en particular, només va implicar el dret a la lliure determinació.
Durant els mesos següents, els consells es reunien cada poques setmanes, i exigien solucions diferents. Alguns volien seguir formant part d'Hongria, però amb més autonomia; el més notable d'ells, el Consell d'Újhorod (9 de novembre de 1918), es va declarar representant del poble rutè i va començar negociacions amb les autoritats hongareses, que donaren com a resultat l'aprovació de la Llei n º 10, per la qual es creaven quatre comtats autònoms a les províncies rutenes. Altres consells, com ara el Consell Nacional de Khust (novembre de 1918) van demanar la unificació amb Ucraïna. No va ser fins a principis de gener de 1919 que van ser escoltades a Rutènia les primeres crides a favor d'una unió amb Txecoslovàquia.
Abans d'això, al juliol de 1918, els rutens emigrats als Estats Units havien convingut i reclamaven la completa independència. Fracassat això, van intentar unir-se amb Galítsia i Bucovina; i un cop fracassat això, van demanar l'autonomia, tot i que sense especificar en quin estat. El govern americà els va comunicar que l'única opció viable era la unificació amb Txecoslovàquia. El seu líder, Grigorij Žatkovič va signar llavors l'"Acord de Filadèlfia" amb el president txec Tomáš Garrigue Masaryk, que garantia l'autonomia rutena dins Txecoslovàquia. Un referèndum entre els americans rutens va donar com a resultat un 67% a favor, un 28% per la unió amb Ucraïna, i menys del 2% a favor de la completa independència.
L'abril del 1919, es va establir el control de Txecoslovàquia sobre el terreny quan les tropes txecoslovaques, d'acord amb les forces romaneses que arribaven des de l'est (fins a juliol o agost de 1919), ambdues sota els auspicis de França, van entrar a la zona. En una sèrie de batalles que van derrotar i van esclafar les milícies locals de la República Soviètica Hongaresa, el proclamat objectiu de la qual era "unir els pobles treballadors hongarès, rutè i jueu contra els explotadors de la mateixa nacionalitat". Simpatitzants comunistes van acusar txecoslovacs i romanesos d'atrocitats, com ara execucions públiques i mort a pals dels presoners ferits.
Aquesta lluita va tenir un significat estratègic, ja que l'ajuda soviètica, esperada pels comunistes hongaresos esperaven (en va, ja que els bolxevics estaven massa ocupats amb la seva pròpia guerra civil) havia de passar a través d'aquesta regió. El 1920, l'àrea va ser utilitzada com un conducte per a l'arribada d'armes i municions als polonesos antisoviètics combatents en la Guerra poloneso-soviètica directament al nord, mentre que els comunistes locals sabotejaven els trens i tractaven d'ajudar el bàndol soviètic.
Al maig de 1919, un Consell Nacional Central reunit als Estats Units dirigit per Jatkovitx va votar unànimement a favor d'acceptar una solució txecoslovaca. A Rutènia, el 8 de maig de 1919, una reunió general de representants dels consells previs va aprovar la decisió d'unir-se a la nació txecoslovaca sobre la base d'una completa autonomia nacional."
L'escriptor esquerrà hongarès Béla Illés va afirmar que la reunió fou poc més que una farsa, amb diversos "notables" rebuscats de les seves llars per la policia, formats en una "Assemblea Nacional", sense cap aparença d'un procés democràtic, i ordenats de manera efectiva per donar suport a la incorporació a Txecoslovàquia. Va assegurar que Clemenceau havia donat instruccions personalment al general francès sobre el terreny perquè tingués l'àrea incorporada a Txecoslovàquia "a qualsevol preu", per tal de crear una zona tampó que separés la Ucraïna soviètica d'Hongria, com a part de la política francesa anti-comunista del "cordó sanitari", i és que van ser els francesos més que no pas els txecoslovacs els que van prendre la decisió efectiva.
Jatkovitx va ser fet governador de la província per Masaryk el 20 d'abril de 1920, però insatisfet amb els límits amb Eslovàquia va dimitir un any més tard, el 17 d'abril de 1921, per tornar a la seva pràctica legal a Pittsburgh (Pennsilvània). Ha estat l'únic ciutadà americà a actuar com a governador d'una província que més tard va ser part de l'URSS.

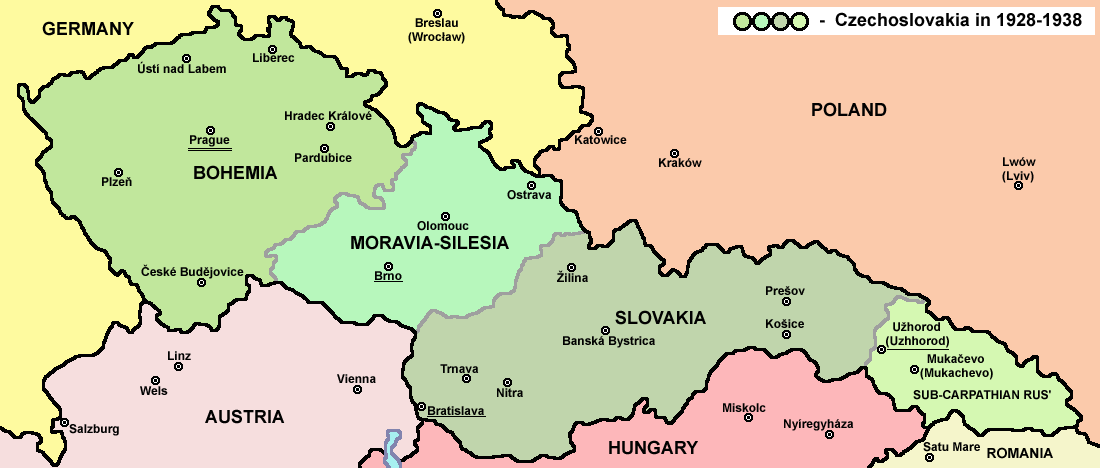
Txecoslovàquia el 1928; a la dreta la Rus subcarpàtica.

El Tractat de Saint-Germain-en-Laye (10 de setembre 1919) va concedir l'autonomia als rutens de Carpàtia, un fet que més tard seria confirmat, en certa manera, per la constitució txecoslovaca. Alguns drets van ser, però, retinguts per Praga, que va justificar la seva acció al·legant que el procés havia de ser gradual, i la representació rutena en l'àmbit nacional va ser menor que l'esperat. El 1927, Txecoslovàquia es va dividir en quatre províncies i una d'elles fou la Rus subcarpàtica.
Tot i que van ser els propis rutens els que havien arribat a la decisió d'unir-se a l'estat txecoslovac, és discutible si la seva decisió va tenir alguna influència en el resultat. A la Conferència de Pau de París, diversos altres països (entre ells Hongria, Ucraïna i Rússia) van reclamar la Rus subcarpàtica. Els aliats, però, tenien poques alternatives per a l'elecció de Txecoslovàquia. Hongria havia perdut la guerra, de manera que va renunciar a les seves pretensions, Ucraïna era vista com a políticament inviable, i Rússia es trobava enmig d'una guerra civil. Així, la decisió dels rutens d'esdevenir part de Txecoslovàquia només pot haver estat important en la creació, almenys inicialment, de les bones relacions entre els dirigents dels Carpats i Txecoslovàquia. L'ucraïnès no va ser perseguit activament a Txecoslovàquia durant el període d'entreguerres, a diferència dels altres tres països amb una gran població ucraïnesa (Unió Soviètica, Polònia i Romania).
En el període 1918-1938 el govern txecoslovac va decidir portar al nivell de Txecoslovàquia la poc desenvolupada regió (el 70% de la població era analfabeta, no hi havia indústria). Milers de professors, policies, treballadors i empresaris txecs van anar a la regió. El govern txecoslovac va usar un munt de diners per construir milers de quilòmetres de vies fèrries, carreteres, aeroports, centenars d'escoles i habitatges.
El novembre de 1938, sota el Primer arbitratge de Viena - resultat de l'Acord de Múnic - Txecoslovàquia, i després Eslovàquia, van ser forçades per l'Alemanya nazi a cedir el terç sud a Eslovàquia i el sud del Rus Carpàtica a Hongria. La resta de la Rus Carpàtica va rebre autonomia, amb Avhustín Voloixin de primer ministre del govern autònom.
A continuació es va produir la proclamació d'independència eslovaca el 14 de març i la confiscació nazi de terres txeques el 15 de març. La Rus subcarpàtica va declarar la seva independència com a Ucraïna Transcarpàtica, amb Avhustín Voloixin com a cap d'Estat, i va ser immediatament envaïda i annexionada per Hongria. El 23 de març Hongria es va annexionar altres parts de l'est d'Eslovàquia limítrofs amb l'oest de la Rus Carpàtica.
En la tardor de 1944, quan les parts nord i est de la Rus Carpàtica van ser annexades per l'Exèrcit Roig, la delegació del govern txecoslovac, encapçalada pel primer ministre František Němec, va arribar a Khust per establir l'administració provisional de Txecoslovàquia, d'acord amb els tractats entre la Unió Soviètica i el govern txecoslovac en el mateix any. No obstant això, just després d'unes setmanes, i sense raons encara no clares, l'Exèrcit Roig i l'NKVD va començar a obstaculitzar el treball de la delegació i, finalment, es va crear el "Comitè Nacional Transcarpàtic-Ucraïnès" a Mukàtxeve, un organisme titella sota la protecció de l'Exèrcit Roig. El 26 de novembre, aquest comitè, encapçalat per Ivan Turianitsa (un rutè que desertà de l'exèrcit txecoslovac) va proclamar la "voluntat del poble ucraïnès" de separar-se de Txecoslovàquia i unir-se a la Ucraïna soviètica. Després de dos mesos de conflictes i negociacions inútils la delegació del govern txecoslovac va partir de Khust l'1 de febrer de 1945, deixant la Rus Carpàtica sota el control soviètic.
Després de la Segona Guerra Mundial, el 29 de juny de 1945, es va signar un tractat entre Txecoslovàquia i la Unió Soviètica, que cedia oficialment la Rutènia Subcarpàtica a la Unió Soviètica, que el 1946, la va incorporar a la República Socialista Soviètica d'Ucraïna.
Aquesta última, el 1991, es va convertir en l'estat independent d'Ucraïna, amb la Rus Carpàtica com a part integrant. Actualment, la regió és una província dins d'Ucraïna, coneguda oficialment com a Óblast de Transcarpàcia.

### Història recent

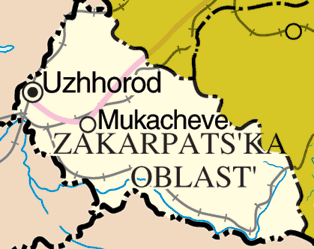
Óblast de Transcarpàcia a Ucraïna.

El 25 d'octubre de 2008, 100 delegats al Congrés de la Rutènia Carpàtica van declarar la formació de la República de Rutènia Càrpata. El partit nacionalista ucraïnès Unió Panucraïnesa "Llibertat" va respondre emetent la següent declaració: 
| « | "Els separatistes zacarpats liderats pel sacerdot Dmitri Sídor del Patriarcat de Moscou, estan emetent un ultimàtum a les autoritats ucraïneses d'avui. Demà, armats amb el passaport rus i la moneda del Kremlin, implementaran un «escenari georgià» a Ucraïna." | » |

 El partit va fer una crida al President d'Ucraïna Víktor Iúsxenko i a la seva primera ministra Iúlia Timoixenko perquè emetessin una valoració política de les accions a Zakarpàttia i Crimea, i va demanar al Consell de Seguretat Nacional i Defensa d'Ucraïna que elaborés un pla per limitar les accions separatistes. També va demanar al Ministeri de Relacions Exteriors d'Ucraïna que declarés persona non grata a Ucraïna qualsevol ciutadà que participés en el Congrés del 25 d'octubre. La fiscalia de la regió de Zakarpàttia va presentar una demanda contra el sacerdot Dimitri Sídor i Ievhèn Jupan, diputat del consell regional de Zakarpàttia per la Unió Popular la Nostra Ucraïna i president del Consell Popular dels Rutens, amb l'acusació d'interferir en la integritat territorial i la inviolabilitat d'Ucraïna. L'1 de maig de 2009, el partit Unió Panucraïnesa "Llibertat" va bloquejar la celebració del tercer Congrés europeu dels carpats rutens.

## Punt de vista occidental
Per als escriptors urbans del segle xix, Rutènia, una part oblidada d'Hongria, va ser en un origen en el segle xix de la imaginària "Ruritània" la més rural, rústica i profundament petita província perduda en muntanyes forestals mai imaginades. Concebuda de vegades com un regne a Centreeuropa, Ruritània va ser la inspiració de diverses novel·les d'Anthony Hope, especialment El presoner de Zenda (1894).